# Jens Petersen Lund
Ikke at forveksle med grafikeren Jens Peter Lund
Jens Petersen Lund (3. februar 1731 i Adelby ved Flensborg – 26. marts 1794 i København) var en dansk maler.
Lund er født 1731 i Adelby ved Flensborg og kom i 1749 som malersvend fra Tønder til København, hvor han straks søgte til Kunstakademiet og malede hos Pilo, men et par år efter blev ”forfulgt” af malerlavet i 1755 som ”løsgænger”, uden at det dog lykkedes lavet at hindre hans desertion fra dette til Akademiet. 1756 vandt han den store guldmedalje for Et Optrin af Syndfloden. C.F. Harsdorff, der sammen med Lund havde fået medaljen, kom straks af sted, men Lund først i 1759. Han gik til Paris og der fra efter nogle års ophold til Rom (1762), hvor han arbejdede flittig, også i landskabsgenren og med gravstikke og nål (Cæcilia Metellas gravmæle, romerske ruiner, byprospekter, italienske landskaber osv.), og da han 1765, med en kongelig gave af 400 rigsdaler til rejsen, vendte hjem, var han fra figurmaler bleven en ganske habil landskabsmaler, han var den første danske landskabsmaler, der af fødsel var dansk. Også gjorde han både mariner og blomsterstykker og har således været en mangesidig kunstner. Som landskabsmaler blev han agreeret af Akademiet og 1769 dettes medlem samt kort efter kongelig landskabsmaler. Til riddersalen i det 1794 afbrændte Christiansborg Slot var han straks efter sin hjemkomst bleven tagen i arbejde, og i løbet af 9 måneder havde han til samme riddersal gjort 22 kæmpestore landskabsbilleder, som naturligvis kun have været hastværksarbejder, men hvis fremkomst i så forbavsende kort tid vidner om frodig fantasi, rige evner i komposition og lethed i udførelsen. Disse billeder eksisterer ikke mere, af hans senere arbejder eksisterer der heller ikke mange, og han forsvinder påfaldende hurtig fra forskerens synskreds. Det er rimeligt, at han har troet at finde for ringe tak og påskønnelse for sit kolossale arbejde i riddersalen og derfor har holdt sig tilbage, og vist er det i alt fald, at han ikke mere arbejdede for hoffet. Også lige over for Akademiet stillede han sig overmåde kølig, efter at han forgæves i 1771 havde søgt om at blive informator – hvad han som medlem ikke kunne blive – og 1774 med bitterhed anket over, at han ikke kunne opnå fribolig på Charlottenborg. dog udstillede han endnu i salonen 1778 adskillige af sine arbejder: italienske og tyrolske landskaber, søstykker, københavnske prospekter osv., dels i olie, dels i gouache, men derefter forsvinder han ganske. Han siges at være død 1793; det er dog meget tvivlsomt, om denne angivelse er rigtig, og der er snarere sandsynlighed for, at han først er afgået ved døden 1797.

## Note
Fra Kunstindeks Danmark & Weilbachs kunstnerleksikon: 
| Citat | Det kan ikke bevises, om Lund er identisk med den Jens Lund (optaget selvstændigt i Weilbachs 3. udgave), der omtales i et brevkoncept fra C.G. Pilo 8.12.1753 til A.G. Moltke, der 28.11.1753 havde bedt Kunstakademiet i København om at finde en "dessinateur" blandt Akademiets elever til at udføre botaniske tegninger. Pilo anbefalede "Lund", som dog først kan påvises som Pilos elev på Akademiet i 1754. | Citat |
|       | |       |

## Reference
- Jens Petersen Lund på Kunstindeks Danmark/Weilbachs Kunstnerleksikon

1. ↑  Berthold Hamer: Biografien der Landschaft Angeln, 2. bind, Husum 2007, s. 505
2. ↑  Kasper Monrad, Det Danske Landskab – De danske malere på J.C. Dahls tid, ISBN 978-82-7326-103-8, side 5